# Wendy Wilson
Wendy Wilson (Los Angeles, 16 ottobre 1969) è una cantante e conduttrice televisiva statunitense.
È principalmente nota per essere, assieme alla sorella Carnie e all’amica Chynna Phillips, fondatrice del gruppo Wilson Phillips.

## Biografia
Wendy è la figlia di Brian Wilson, cantante dei Beach Boys e della sua prima moglie, Marilyn Rovell.
Fondò insieme alla sorella e all’amica Chynna il gruppo Wilson Phillips.
La band, anche se dopo numerosi scioglimenti e ricongiungimenti, continua a produrre musica tutt’oggi.
Wendy è anche una nota figura nella televisione statunitense, partecipando spesso a programmi TV.

## Vita privata
È nipote di Dennis Wilson e Carl Wilson. È inoltre imparentata con Mike Love e Stan Love.
È sposata dal 2002 con Daniel Knutson, la coppia ha 4 figli.